# Jorge II de Bulgaria
Jorge Terter II (en búlgaro: Георги Тертер II) reinó como zar de Bulgaria desde 1322 hasta 1323. La fecha de su nacimiento es desconocida, pero posiblemente nació poco antes de 1307.

## Biografía
Jorge Terter II era el hijo de Teodoro Svetoslav y Eufrosina de Bulgaria, y fue bautizado así en honor a su abuelo paterno Jorge Terter I. Es posible que fuera elevado a la posición de cogobernante con su padre en 1321, pero las fuentes son poco claras. Después de la muerte de su padre ese mismo año, el nuevo gobernante comenzó a involucrarse cada vez más en la guerra civil bizantina, en la cual el trono estaba siendo disputado por Andrónico II Paleólogo y su nieto, Andrónico III Paleólogo. Aprovechándose de la situación, Jorge invadió la Tracia bizantina y conquistó casi sin resistencia la importante ciudad de Filipópolis y parte de los alrededores en 1322. Una guarnición búlgara fue instalada en la ciudad bajo el mando de un general llamado Iván el Ruso, y un escriba de la corte alabó a Jorge como el «poseedor del cetro búlgaro y griego». Una nueva campaña ese mismo año resultó en la conquista de diversas fortalezas alrededor de Adrianópolis, pero los búlgaros acabaron siendo repelidos y derrotados por Andrónico III. El emperador bizantino se estaba preparando para una invasión a Bulgaria cuando escuchó que Jorge había muerto, aparentemente de causas naturales.
Jorge Terter II murió joven y sin descendencia. Fue sucedido por su primo lejano, Miguel Asen III, mucho más conocido actualmente como Miguel Shishman.